# Liga Premium de Futsal 2024
La Liga Premium de Futsal 2024 fue la 9.ª edición de la Liga Premium de Futsal, el máximo torneo de clubes de futsal de Paraguay. La temporada arrancó el 26 de abril y finalizó el 22 de julio.

El campeón de la temporada, el Club Cerro Porteño, clasificó a la Copa Libertadores de Futsal 2025, a disputarse en la ciudad de Asunción.

## Sistema
A diferencia de la temporada anterior, que contaba con el Torneo Apertura y Clausura, esta temporada contó con un solo sistema de todos contra todos para pasar a las siguientes fases:
- Primera fase: Una rueda única de 11 fechas todos contra todos, con localías determinadas de acuerdo al sorteo del fixture.
- Segunda fase: Cuartos de final, ida y vuelta, los 4 equipos con mayor puntaje en la primera fase clasificon a esta fase.
- Tercera fase: Semifinales ida y vuelta. Los 4 equipos ganadores de la segunda fase jugaron en esta instancia.
- Cuarta fase: Los dos equipos ganadores de la tercera fase disputaron las Finales ida y vuelta en escenario neutral fijado por la División de Futsal de la APF.

### Intercambios de plazas
| Pos  | Descendidos a la Categoría Honor                          |
| ---- | --------------------------------------------------------- |
| 11.º | Santa María (Penúltimo del Cuadrangular Pre-descenso)     |
| 12.º | Deportivo Recoleta (Último del Cuadrangular Pre-descenso) |

| Pos | Ascendidos de la Categoría Honor                         |
| --- | -------------------------------------------------------- |
| 1.º | Campo Alto (Campeón de la Categoría Honor 2023)          |
| 2.º | Presidente Hayes (Subcampeón de la Categoría Honor 2023) |

Además el Club 3 de Febrero no participará en esta edición, a pesar de no haber descendido.

## Equipos participantes
En esta novena edición del torneo, participan un total de 11 equipos, todos ellos de Asunción o sus cercanías.
| Equipo            | Ciudad      |
| ----------------- | ----------- |
| AFEMEC            | Asunción    |
| Campo Alto        | Asunción    |
| Cerro Porteño     | Asunción    |
| Deportivo Humaitá | Asunción    |
| Exa Ysaty         | Asunción    |
| Olimpia           | Asunción    |
| Presidente Hayes  | Asunción    |
| San Cristóbal     | Asunción    |
| Sport Colonial    | Asunción    |
| Star’s Club       | Asunción    |
| Villa Hayes       | Villa Hayes |

## Primera fase
| Pos. | Equipo            | Pts. | PJ | G | E | P | GF | GC | Dif. |  |
| ---- | ----------------- | ---- | -- | - | - | - | -- | -- | ---- |  |
| 1    | Cerro Porteño     | 27   | 10 | 9 | 0 | 1 | 57 | 13 | +44  |  |
| 2    | AFEMEC            | 25   | 10 | 8 | 1 | 1 | 50 | 19 | +31  |  |
| 3    | Olimpia           | 25   | 10 | 8 | 1 | 1 | 51 | 14 | +37  |  |
| 4    | Campo Alto        | 19   | 10 | 6 | 1 | 3 | 32 | 14 | +18  |  |
| 5    | Sport Colonial    | 13   | 10 | 4 | 1 | 5 | 35 | 48 | −13  |  |
| 6    | San Cristóbal     | 13   | 10 | 3 | 4 | 3 | 29 | 34 | −5   |  |
| 7    | Star’s Club       | 10   | 10 | 3 | 1 | 6 | 37 | 34 | +3   |  |
| 8    | Presidente Hayes  | 8    | 10 | 2 | 2 | 6 | 18 | 26 | −8   |  |
| 9    | Exa Ysaty         | 8    | 10 | 2 | 2 | 6 | 26 | 53 | −27  |  |
| 10   | Deportivo Humaitá | 7    | 10 | 2 | 1 | 7 | 25 | 45 | −20  |  |
| 11   | Villa Hayes       | 3    | 10 | 1 | 0 | 9 | 19 | 79 | −60  |  |

 Fuente: APF
| Clasifica a la Segunda Fase. |

## Fase eliminatoria
|  | Cuartos de final | Cuartos de final | Cuartos de final | Cuartos de final | Cuartos de final |   |               | Semifinales   | Semifinales | Semifinales | Semifinales | Semifinales |  |               | Final         | Final | Final | Final | Final |  |
|  |                  |                  |                  |                  |                  |   |               |               |             |             |             |             |  |               |               |       |       |       |       |  |
|  |                  |                  |                  |                  |                  |   |               |               |             |             |             |             |  |               |               |       |       |       |       |  |
|  | Cerro Porteño    | Cerro Porteño    | 5                | 8                | 13               |   |               |               |             |             |             |             |  |               |               |       |       |       |       |  |
|  | Cerro Porteño    | Cerro Porteño    | 5                | 8                | 13               |   |               |               |             |             |             |             |  |               |               |       |       |       |       |  |
|  | Presidente Hayes | Presidente Hayes | 2                | 1                | 3                |   |               |               |             |             |             |             |  |               |               |       |       |       |       |  |
|  | Presidente Hayes | Presidente Hayes | 2                | 1                | 3                |   | Cerro Porteño | Cerro Porteño | 6           | 8           | 14          |             |  |               |               |       |       |       |       |  |
|  |                  |                  |                  |                  |                  |   | Cerro Porteño | Cerro Porteño | 6           | 8           | 14          |             |  |               |               |       |       |       |       |  |
|  |                  |                  | Campo Alto       | Campo Alto       | 0                | 2 | 2             |               |             |             |             |             |  |               |               |       |       |       |       |  |
|  | Campo Alto       | Campo Alto       | Campo Alto       | Campo Alto       | 0                | 2 | 2             | 2             | 5           | 7           |             |             |  |               |               |       |       |       |       |  |
|  | Campo Alto       | Campo Alto       |                  |                  |                  |   |               |               |             | 7           |             |             |  |               |               |       |       |       |       |  |
|  | Sport Colonial   | Sport Colonial   | 1                | 5                | 6                |   |               |               |             |             |             |             |  |               |               |       |       |       |       |  |
|  | Sport Colonial   | Sport Colonial   | 1                | 5                | 6                |   |               |               |             |             |             |             |  | Cerro Porteño | Cerro Porteño | 5     | 7     | 12    |       |  |
|  |                  |                  |                  |                  |                  |   |               |               |             |             |             |             |  | Cerro Porteño | Cerro Porteño | 5     | 7     | 12    |       |  |
|  |                  |                  | AFEMEC           | AFEMEC           | 1                | 1 | 2             |               |             |             |             |             |  |               |               |       |       |       |       |  |
|  | AFEMEC           | AFEMEC           | AFEMEC           | AFEMEC           | 1                | 1 | 2             | 5             | 16          | 21          |             |             |  |               |               |       |       |       |       |  |
|  | AFEMEC           | AFEMEC           |                  |                  |                  |   |               |               |             | 21          |             |             |  |               |               |       |       |       |       |  |
|  | Star's Club      | Star's Club      | 2                | 1                | 3                |   |               |               |             |             |             |             |  |               |               |       |       |       |       |  |
|  | Star's Club      | Star's Club      | 2                | 1                | 3                |   | AFEMEC        | AFEMEC        | 3           | 6           | 9           |             |  |               |               |       |       |       |       |  |
|  |                  |                  |                  |                  |                  |   | AFEMEC        | AFEMEC        | 3           | 6           | 9           |             |  |               |               |       |       |       |       |  |
|  |                  |                  | Olimpia          | Olimpia          | 2                | 1 | 3             |               |             |             |             |             |  |               |               |       |       |       |       |  |
|  | Olimpia          | Olimpia          | Olimpia          | Olimpia          | 2                | 1 | 3             | 2             | 5           | 7           |             |             |  |               |               |       |       |       |       |  |
|  | Olimpia          | Olimpia          |                  |                  |                  |   |               |               |             | 7           |             |             |  |               |               |       |       |       |       |  |
|  | San Cristóbal    | San Cristóbal    | 1                | 2                | 3                |   |               |               |             |             |             |             |  |               |               |       |       |       |       |  |
|  | San Cristóbal    | San Cristóbal    | 1                | 2                | 3                |   |               |               |             |             |             |             |  |               |               |       |       |       |       |  |
|  |                  |                  |                  |                  |                  |   |               |               |             |             |             |             |  |               |               |       |       |       |       |  |

### Cuartos de final
|  |  | Ida |

| 26 de junio | Presidente Hayes | 2-5     | Cerro Porteño | El Fortín de Tacumbú, Asunción |                           |
|             |                  | Reporte |               | Árbitro(s): Bill Villalba      | Árbitro(s): Bill Villalba |

| 25 de junio | Sport Colonial | 1-2     | Campo Alto | Polideportivo Sport Colonial, Asunción |                         |
|             |                | Reporte |            | Árbitro(s): José Ocampo                | Árbitro(s): José Ocampo |

| 25 de junio | Star's Club | 2-5     | AFEMEC | Polideportivo Star's Club, Asunción |                             |
|             |             | Reporte |        | Árbitro(s): Carlos Martínez         | Árbitro(s): Carlos Martínez |

| 25 de junio | San Cristóbal | 1-2     | Olimpia | Polideportivo San Cristóbal, Asunción   |                                         |
|             |               | Reporte |         | Árbitro(s): Polideportivo San Cristóbal | Árbitro(s): Polideportivo San Cristóbal |

|  |  | Vuelta |

| 29 de junio | Cerro Porteño | 8-1     | Presidente Hayes | Comité Olímpico Paraguayo, Luque |                             |
|             |               | Reporte |                  | Árbitro(s): Carlos Martínez      | Árbitro(s): Carlos Martínez |

| 29 de junio | Campo Alto | 5-5     | Sport Colonial | Comité Olímpico Paraguayo, Luque |                           |
|             |            | Reporte |                | Árbitro(s): Bill Villalba        | Árbitro(s): Bill Villalba |

| 29 de junio | AFEMEC | 16-1    | Star's Club | Polideportivo AFEMEC, Asunción |                              |
|             |        | Reporte |             | Árbitro(s): Feliciano Fariña   | Árbitro(s): Feliciano Fariña |

| 29 de junio | Olimpia | 5-2     | San Cristóbal | Comité Olímpico Paraguayo, Luque |                            |
|             |         | Reporte |               | Árbitro(s): Silvio Coronel       | Árbitro(s): Silvio Coronel |

### Semifinales
|  |  | Ida |

| 2 de julio | Campo Alto | 0-6     | Cerro Porteño | Comité Olímpico Paraguayo, Luque |  |
|            |            | Reporte |               |                                  |  |

| 2 de julio | Olimpia | 2-3     | AFEMEC | Comité Olímpico Paraguayo, Luque |  |
|            |         | Reporte |        |                                  |  |

|  |  | Vuelta |

| 6 de julio | Cerro Porteño | 8-2     | Campo Alto | Comité Olímpico Paraguayo, Luque |  |
|            |               | Reporte |            |                                  |  |

| 16 de julio | AFEMEC | 6-1     | Olimpia | Comité Olímpico Paraguayo, Luque |  |
|             |        | Reporte |         |                                  |  |

### Finales
|  |  | Ida |

| 20 de julio | Cerro Porteño | 5-1     | AFEMEC | Comité Olímpico Paraguayo, Luque |                         |
|             |               | Reporte |        | Árbitro(s): José Ocampo          | Árbitro(s): José Ocampo |

|  |  | Vuelta |

| 22 de julio | AFEMEC | 1-7     | Cerro Porteño | Comité Olímpico Paraguayo, Luque |                           |
|             |        | Reporte |               | Árbitro(s): Bill Villalba        | Árbitro(s): Bill Villalba |

### Campeón
|                           |
| Cerro Porteño 9.no título |